# Cueca chilota
La cueca chilota es un subgénero de la música y danza cueca —la «danza nacional de Chile» desde 1979—, donde una pareja —un hombre y una mujer— sigue un patrón mixto sin tocarse, aunque también puede adaptarse para trío. Este tipo de cueca «es muy saltada y zapateada para entrar en calor, y la mujer busca al hombre, que es más indiferente que en el centro de Chile», y en algunas zonas del archipiélago de Chiloé tiene una fuerte connotación religiosa.

## Historia
Uno de los primeros registros escritos que describen esta danza se remonta a fines del siglo xix, cuando el historiador Darío Cavada describió en su libro Chiloé —publicado en 1896 bajo el seudónimo «N. N. N.»— cómo se bailaba la cueca en el archipiélago, en el contexto de la minga chilota. Según el investigador Juan Bahamonde, aquel texto «es, al parecer, el primer antecedente escrito referente a la descripción coreográfica de la danza-cueca, que ha servido de base a los investigadores y folcloristas  surgidos con posterioridad». 
Aunque la cueca chilena se baila de distinta manera dependiendo de la zona geográfica en la que se encuentre, la cueca chilota es —junto con la cueca nortina— una de las dos variaciones de esta danza tradicional con rasgos estilísticos propios y diferenciables «cuya característica es que los pasos son más cortos; en ella, la voz del cantante tiene más importancia sobre el sonido de los instrumentos». Tal diferenciación probablemente provenga de las características que presenta el archipiélago: una prolífica riqueza folclórica y cultural derivada de su aislamiento, que para el caso de la música ostenta «gran vitalidad, tempos ágiles y ritmos vibrantes». En particular, la variante de Chiloé se diferencia de la estructura estrófica clásica de la cueca, alterándola: «se caracteriza por la ausencia de la cuarteta o copla inicial y los pasos difieren un poco. El cantor interpreta la cueca con gritos armoniosos tratando de sobresalir por sobre los instrumentos».
Entre los intérpretes de cuecas chilotas tradicionales se encuentran José Daniel Bahamonde (Coché Molina), José Purísimo Concepción Bahamonde (Canahue), Gerónimo Barría y Liborio Bórquez (Cuncuna), todos ya fallecidos. La Huillincana es conocida fuera de Chiloé y ha sido reinterpretada por grupos como Bordemar.